# Нутная улица
Ну́тная улица — улица в Великом Новгороде, расположена на Торговой стороне, на территории исторического Славенского конца. Протяжённость — 740 м. Проходит от южной оконечности Большой Московской улицы (правый берег реки Волхов) до улицы Панкратова (ручей Тарасовец). Эта улица имеет пересечения с улицами Михайлова, Славная, Знаменская, Воскресенским переулком и Панкратова.

## История
Впервые упоминается в Новгородской первой летописи под 6702 годом (1194):
Того же лѣта поставиша церковь святого апостола Филипа на Нутнои улицѣ …

## Происхождение названия
Предполагается, что название образовано от древней названии профессии нутарей (мытарей) — сборщиков таможенных пошлин в средневековом Новгороде. 
По другой версии, название образовано от существительного «нута». Его значение толкуется как
- вереница, нитка; расположение гусем, цепью
- домашний скот

В 1919 году Нутная была переименована в улицу Розы Люксембург. 1 апреля 1946 года решением Новгорисполкома была переименована в Боровичскую в честь боровичан, проводивших на ней послевоенные восстановительные работы. Решением Новгоросовета народных депутатов от 12 сентября 1991 года улице возвращено историческое название.
Застроена одно-, двухэтажными частными и административными постройками. В советское время на улице располагался центральный городской рынок.

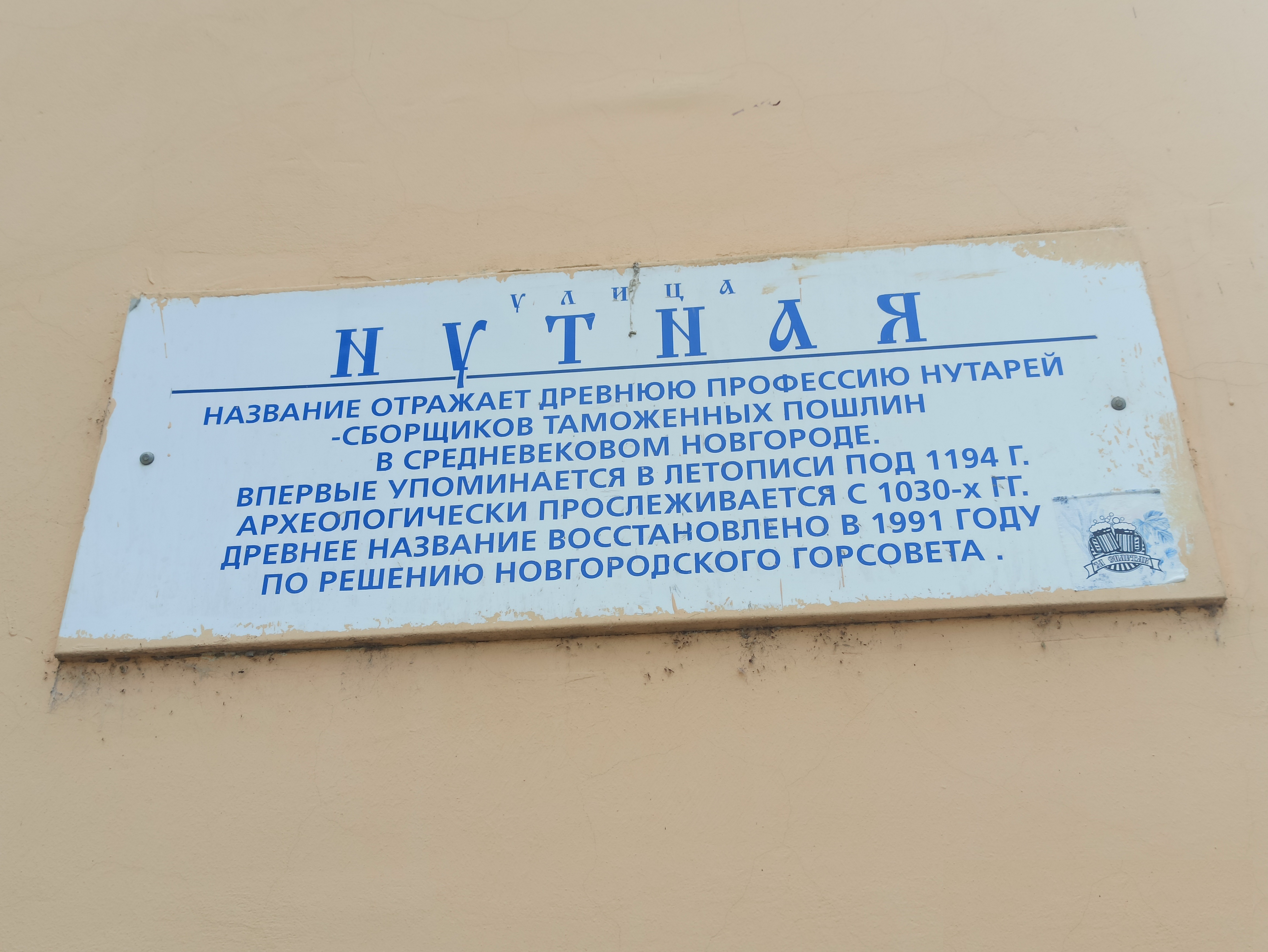
информационная табличка на доме № 2

## Нутный раскоп
В 1979—1981 гг. отрядом Новгородской археологической экспедиции под руководством  Б. Д. Ершевского проводились изыскания на Нутном раскопе, площадь которого составила 1206 м². Археологами были полностью исследованы напластования на площади 348 м², вскрыты остатки каменных построек XVII—XVIII веков, остатки каменного терема XIV века, выявлены остатки 25-ти ярусов настилов мостовой древней Нутной улицы. Были также изучены остатки жилых и хозяйственных построек. Среди множества находок было найдено 12 берестяных грамот.